# 普朗勒
普朗勒（法語：Pranles，法語發音：[pʁɑ̃l]）是法国阿尔代什省的一个市镇，属于普里瓦区。

## 地理
普朗勒（44°46'20"N, 4°34'33"E）面积29.49 平方千米，位于法国奥弗涅-罗讷-阿尔卑斯大区阿尔代什省，该省份为法国东南部内陆省份，北起顺时针与卢瓦尔省、伊泽尔省、德龙省、沃克吕兹省、加尔省、洛泽尔省和上盧瓦爾省接壤。
与普朗勒接壤的市镇（或旧市镇、城区）包括：克雷塞耶、利亚斯、埃里约河畔莱索利耶尔、圣艾蒂安德塞尔、圣索沃尔德蒙塔居、圣樊尚德迪尔福、韦拉。

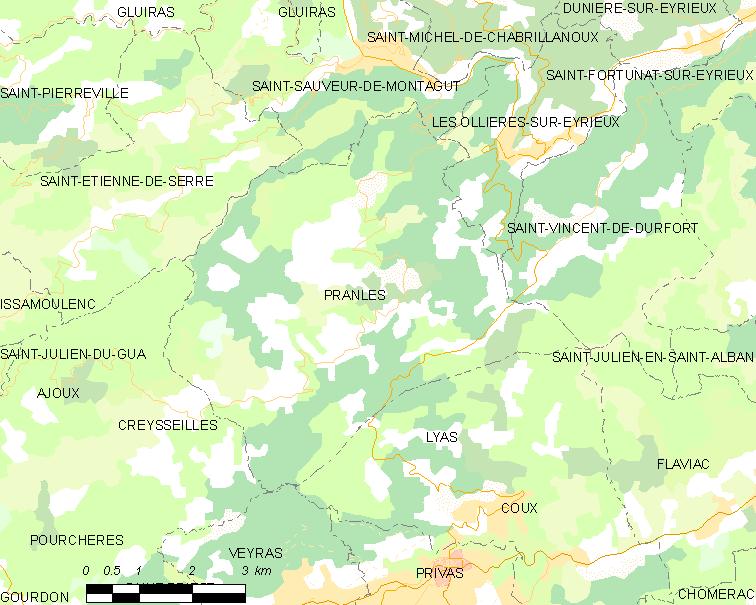
普朗勒的OSM定位图

普朗勒的时区为UTC+01:00、UTC+02:00（夏令时）。

## 行政
普朗勒的邮政编码为07000，INSEE市镇编码为07184。

## 政治
普朗勒所属的省级选区为普里瓦县。

## 人口

1962-2008年间普朗勒人口变化图示

普朗勒于2022年1月1日时的人口数量为505人。